# Лили Попиванова
Лилия (Лили) Георгиева Попиванова е видна българска драматична актриса, народна артистка от 1971 г.

## Биография
Лили Попиванова е родена в 1922 г. в Неврокоп. Неин баща е Георги Попиванов, политик и революционер. Докато е ученичка, посещава театралната школа на Николай Фол в София, а след закриването ѝ учи в театралната студия на Боян Дановски. В 1938 година става драматична ученичка в Народния театър. Участва в представления за деца, като играе предимно момчешки роли – Дейвид Копърфийлд („Дейвид Копърфийлд“ на Дикенс), Момчето („Две деца около света“ на М. Олфюс), Диньо („Диньо Мързелана“ на Борис Борозанов).
Участва като разказвачка на приказки в детския радиочас на Българското радио.
През 1948 г. влиза в Българския земеделски народен съюз. От 1976 г. е членка на Управителния съвет на партията.
Удостоена е с орден НРБ III степен в 1972 г. и с I степен в 1982 г.
Лили Попиванова умира на 86 години на 19 ноември 2008 г.

## Телевизионен театър
- „Сочно филе за Фрекен Авсениус“ (1982) (Свен Огорд), 2 части
- „Арсеник и стара дантела“ (от Джоузеф Кесълринг, реж. Асен Траянов)
- „Но преди да станем големи“ (1972) (Владимир Голев)
- „Дипломат“ (1971) (Самуел Альошин)
- „Джени – жена по природа“ (1969) (Ърскин Колдуел)
- „Почти семейна история“ Дончо Цончев

## Филмография
- „Те победиха“ (1940), режисьор Борис Борозанов, Йосип Новак
- „Изпитание“ (1942), режисьор Хрисан Цанков
- „Под игото“ (1952) – Рада Госпожина (премиера 10 ноември 1952 г.)
- „Следите остават“ – Майката на Бебо (премиера 3 септември 1956 г.)
- „Бъди щастлива Ани“ (1960) – лекарката (премиера 24 април 1961 г.)
- „Семейство Калинкови“ – учителката Ченкова (премиера 10 юни 1966 г.), 12 серии
- „С пагоните на дявола“ (5-сер. тв, 1967) – кръчмарката (в 1 серия: IV)
- „Насрещно движение“ (премиера 17 юли 1978 г.)
- „Приключенията на Авакум Захов“ (1980), 6 серии (в 5-а серия, премиера 29 декември 1980 г.)